# 馬雅石碑
馬雅石碑是古中部美洲馬雅文明所遺留下來的遺跡。遺跡包括雕刻精美的高大石柱，底部通常設有圓形石盤，實際功能不明。

## 引用
1. ↑  Martin & Grube 2000, p.113.